# ميكاه روس
ميكاه روس (بالإنجليزية: Micah Ross)‏ هو لاعب كرة قدم أمريكية أمريكي، ولد في 13 يناير 1976 في جاكسونفيل في الولايات المتحدة.

## وصلات خارجية
- ميكاه روس على موقع كلية كرة السلة في سبورتس رفرنس.كوم (الإنجليزية)
- ميكاه روس على موقع مرجع كرة القدم المحترفة.كوم (الإنجليزية)